# FMA Ae.T.1
Die FMA Ae.T.1 war ein Verkehrsflugzeug des argentinischen Herstellers Fábrica Militar de Aviones.

## Geschichte und Konstruktion
Die FMA Ae.T.1 war das erste in Argentinien hergestellte Verkehrsflugzeug. Sie war als Tiefdecker mit festem Spornradfahrwerk ausgelegt und wurde nur in drei Exemplaren gebaut, die von der Luftwaffe übernommen wurden. Am 16. Juni 1934 wurde eine Maschine an die Aeroposta Argentina abgegeben, die damit den Luftpostdienst zwischen Córdoba und Buenos Aires durchführte.

## Militärische Nutzung
Argentinien
- Fuerza Aérea Argentina

## Technische Daten
| Kenngröße             | Daten                                 |
| --------------------- | ------------------------------------- |
| Besatzung             | 3                                     |
| Passagiere            | 5                                     |
| Länge                 | 9,70 m                                |
| Spannweite            | 12,30 m                               |
| Höhe                  | 4,36 m                                |
| Flügelfläche          | 37 m²                                 |
| Leermasse             | 1.750 kg                              |
| max. Startmasse       | 2.810 kg                              |
| Reisegeschwindigkeit  | ? km/h                                |
| Höchstgeschwindigkeit | 225 km/h                              |
| Dienstgipfelhöhe      | 195 m                                 |
| Reichweite            | 1.170 km                              |
| Triebwerke            | 1 × Lorraine-Dietrich 12Eb mit 340 kW |